# Eutelsat W75/ABS-1B
Eutelsat W75/ABS-1B (successivement Hot Bird 3, Eurobird 10, Eurobird 4 et Eutelsat W76) était un satellite de télécommunications appartenant à l'opérateur Eutelsat et qui a été désorbité en juin 2011. Il était utilisé pour des transmissions professionnelles.
Construit par Matra Marconi Space (en), devenu EADS Astrium Satellites, sur une plate-forme Eurostar 2000, il est équipé de 20 transpondeurs en bande Ku diffusant sur l'Europe, l'Afrique du nord et le Moyen-Orient dont 8 peuvent être connectés à un faisceau orientable. 
Il a été lancé le 2 septembre 1997 par une fusée Ariane 44 LP (vol 99) depuis le port spatial de Kourou avec le satellite météorologique METEOSAT 7. Il avait une masse au lancement de 2 900 kg. Sa durée de vie estimée est de 15 ans.

## Mission
D'abord positionné à 13° Est et nommé alors Hot Bird 3, il a été déplacé à la position 10° Est en octobre 2006 à la suite de la mise en service commerciale de Hot Bird 8 à 13° Est et nommé Eurobird 10. En mars 2007, il a rejoint la position 4° Est et a été nommé Eurobird 4. Il a été déplacé à 75° Est en novembre 2009 dans le cadre d'une coopération avec Asia Broadcast Satellite (ABS) devenant Eutelsat W75/ABS-1B avant d'être placé sur une orbite cimetière en juin 2011.